# Веренка (Костанайская область)
Веренка (каз. Верен) — село в Карабалыкском районе Костанайской области Казахстана. Административный центр Костанайского сельского округа. Находится примерно в 9 километрах к северо-востоку от районного центра, посёлка Карабалык. Код КАТО — 395045100.

## География
Село располагается на северном берегу реки Тогузак, а по другую сторону реки сосновая роща. За ней в полукилометре — железнодорожная станция Тогузак.

## История
Могильники энеолита Веренка I и Веренка II располагаются в 2—2,5 км к северо-западу от села.
Посёлок Веринский входил в Михайловский станичный юрт 3 военного отдела Оренбургского казачьего войска. Казаки Веринского посёлка Михайловской станицы в мирное время служили в 3 и 4 Оренбургском казачьем полку, в военное в 12 и 18 Оренбургском казачьем полку второй и третьей очереди. По состоянию на начало прошлого века дворов было около сотни с населением казачьим 426 душ. Располагался на реке Тогузак в 40 километрах от города Троицка. Имелась деревянная церковь. Рядом находился одноименный хутор с 68 дворами и населением 389 душ.
После расказачивания в 1924 году Веринский входил в Троицкий округ Уральской области. Дворов в сельсовете числилось 225, население — 907 душ. Русских — 773, украинцев — 107. Решение о районировании принималось Троицким окрисполкомом 31 декабря 1923 года. Все бывшие казачьи станицы должны были составить райволости?, однако на практике были созданы районы.
Официально передача трёх сельсоветов (Веринского, Надеждинского, Михайловского) в состав Казахской АССР из Троицкого района в Карабалыкский район была оформлена в апреле 1933 года (постановление Президиума Троицкого райисполкома «О передаче южных сельсоветов Троицкого района Уральской области Карабалыкскому району Казахской АССР»), однако в состав Казахской ССР они были переданы 11 ноября 1939 года (Веринский, Надеждинский, Михайловский, Константиновский и Георгиевский сельсоветы Челябинской области Указом Президиума ВС СССР были переданы Казахской ССР), после присоединения части Карабалыкского и Фёдоровского районов Казахстана Троицкому району. В процессе передачи название посёлка было изменено на Веренка.
По данным на 1944 год в Веренке (являвшейся центром Веренского сельсовета Карабалыкского района Кустанайской области) был колхоз имени Будённого, в котором было 110 дворов и 288 колхозников; кроме того в посёлке Шульга того же сельсовета был колхоз имени II съезда колхозников-ударников с 54 дворами и 140 колхозниками.

## Население
В 1999 году население села составляло 364 человека (178 мужчин и 186 женщин). По данным переписи 2009 года, в селе проживало 278 человек (142 мужчины и 136 женщин).